# Kryvyj Rih
Kryvyj Rih (ukrainska: Кривий Ріг [krɪˈʋɪi̯ rʲiɦ] lyssna (fil); ryska: Кривой Рог, Krivoj Rog) är en stad i Dnipropetrovsk oblast i centrala Ukraina. Staden är belägen där floderna Inhulets och Saksahan flyter samman, cirka 137 kilometer sydväst om Dnipro. Kryvyj Rih beräknades ha 603 904 invånare i januari 2022.
Kryvyj Rih är en betydande stålindustristad och är centrum i järnbrytningsregionen Kryvbas, där en av världens största fyndigheter av bandad järnmalm återfinns.

## Historia
Staden grundades på 1600-talet av zaporozjekosacker. Stadens industrihistoria börjar 1880, då de första västeuropeiska investerarna grundade ett nätverk av gruvor. Under ryska inbördeskriget genomförde anarkisten Nestor Machno en resning i staden. Den metallurgiska aktiviteten utvecklades särskilt i staden under sovjettiden och är idag en av de viktigaste i världen.

## Bildgalleri

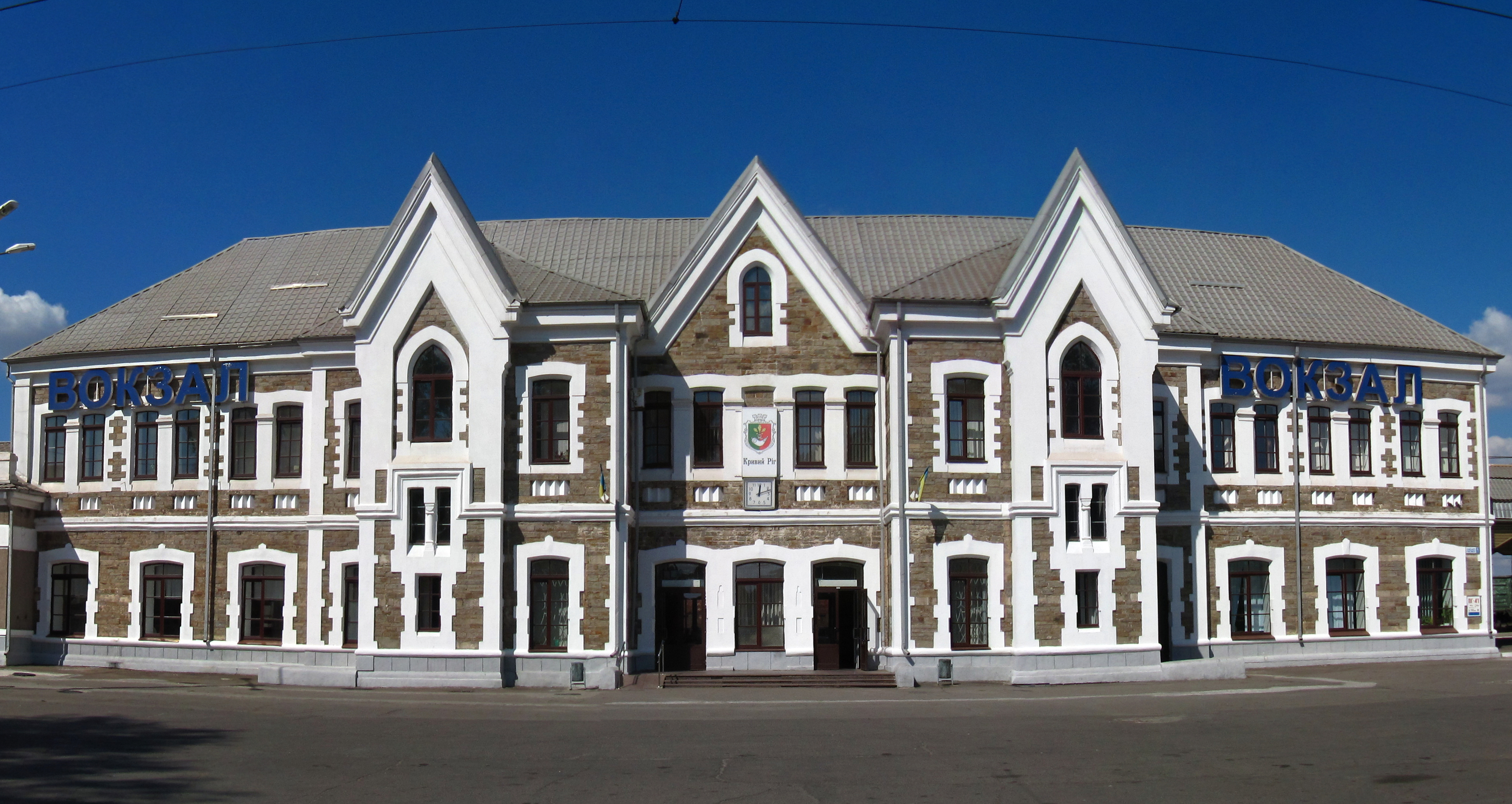
Centralstationen i Kryvyj Rih.
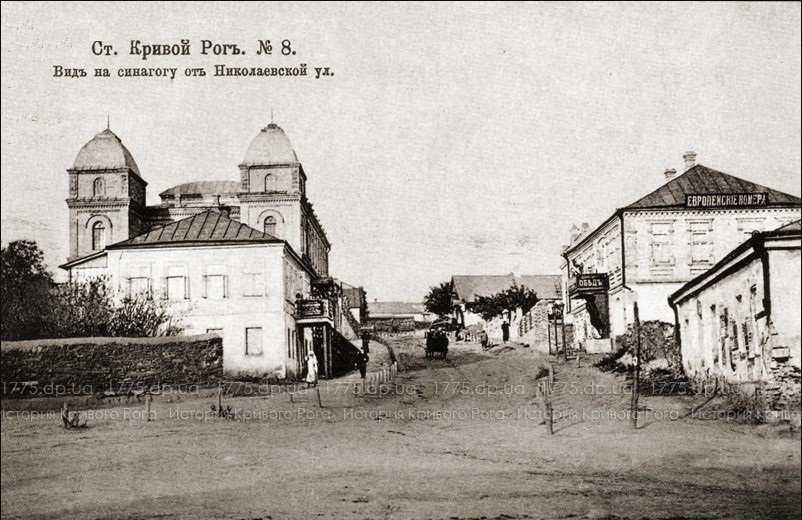
Synagogan i Kryvyi Rih under 1800-talet.
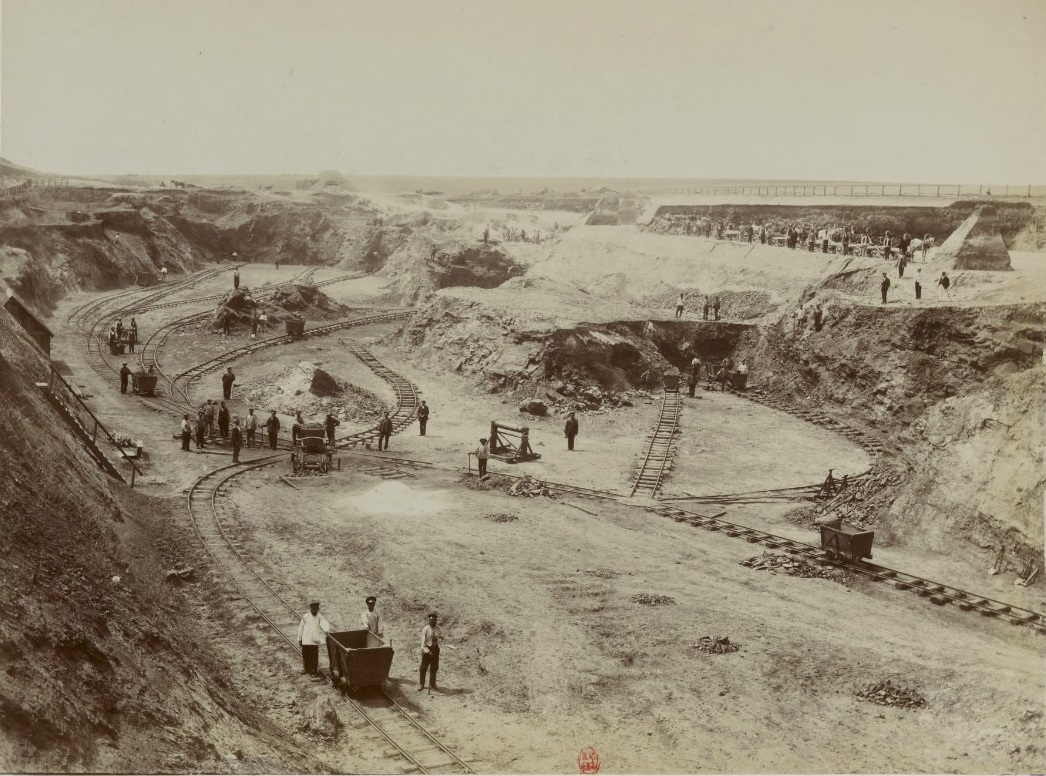
Järngruva år 1899.
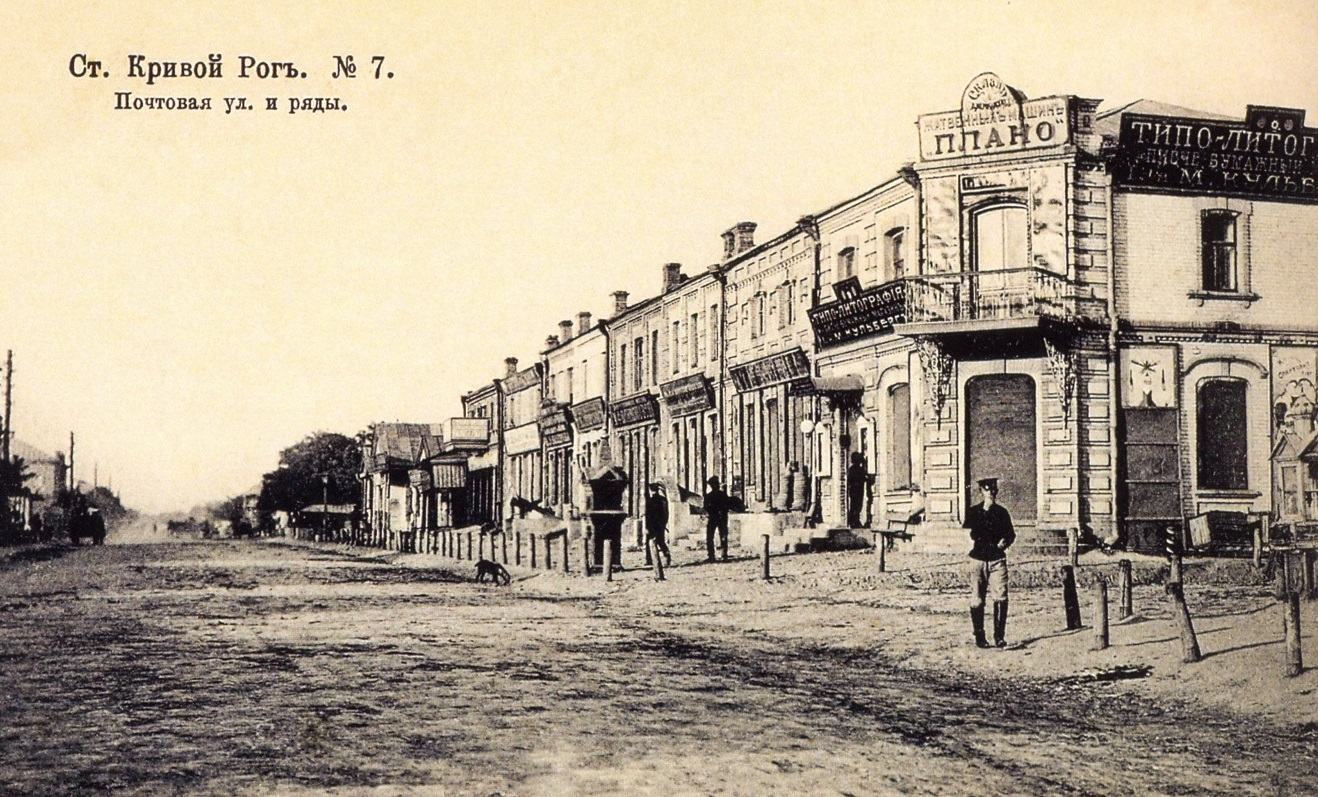
Potjovagatan, omkring 1900.